# Чимомбо, Стив
Стив Бернард Майлз Чимомбо (англ. Steve Bernard Miles Chimombo; Зомба, Ньясаленд, Британская империя (ныне в Южной провинции Малави), 4 сентября 1945 — 11 декабря 2015, Блантайр, Малави) — малавийский писатель, поэт, редактор, драматург и учитель.

## Биография
Родился Стив 4 сентября 1945 года в г. Зомба. Он получил образование в католической средней школе Зомбы, затем в Университет Малави, где получил степень бакалавра. В Уэльском университете он получил диплом преподавателя английского языка как второго языка. В Колумбийском университете в Соединённых Штатах он получил степень магистра и доктора философии в области преподавания. После учёбы в Лидском университете, Чимомбо вернулся в Малави. Тогда он работал редактором литературного бюллетеня Outlook-lookout. В 1988 году его «Поэмы Наполо» удостоились почётного упоминания за премию Нома за публикации в Африке. Он был профессором английского языка в колледже Чанселлор в Малави и считался одним из ведущих писателей страны. Он умер в возрасте 70 лет 11 декабря 2015 года в Блантайре. Единственный малавийский писатель и поэт, который не отправился в изгнание во время правления Камузу, даже есть некоторые слухи, что он был одним из тех, кто давал правительству имена тех, кто писал против него. Сегодня некоторые из работ Чимомбо используются в академических целях в некоторых колледжах страны.

## Личная жизнь
Был женат на Мойре Чимомбо.

## Работы

### Поэзии
- Napolo Poems, Manchichi Publishers, 1987
- Python! Python! An Epic Poem, Wasi Publications, 1992
- Napolo and the Python, Heinemann Educational Publishers, 1994, ISBN 978-0-435-91199-7

### Пьесы
- The Rainmaker (1975)
- Wachiona Ndani? (1983)

### Романы
- The Basket Girl, Popular Publications, 1990
- The Wrath of Napolo, Wasi Publications, 2000, ISBN 978-99908-48-06-9

### Детская литература
- The Bird Boy’s Song, Wasi Publications, 2002, ISBN 978-99908-48-07-6

### Короткие истории
- The Hyena Wears Darkness (2006)

### Критика
- The Culture of Democracy: Language, Literature, the Arts and Politics in Malawi, 1992-94 (1996)

### Антологии
- The rubbish dump // The Heinemann book of contemporary African short stories (англ.) / Chinua Achebe; Catherine Lynette Innes. — Heinemann, 1992. — P. 72. — ISBN 978-0-435-90566-8.. — «Steve Chimombo.».
- Napolo: the message // The Penguin Book of Modern African Poetry (англ.) / Gerald Moore; Ulli Beier[англ.]. — Penguin, 2007. — ISBN 978-0-14-042472-0.